# Loose lips sink ships
Loose lips sink ships (ou loose lips might sink ships, littéralement « des lèvres trop déliées peuvent couler des bateaux ») est une expression idiomatique issue d'affiches de la propagande américaine durant la Seconde Guerre mondiale et signifiant que l'indiscrétion pourrait avoir des conséquences fâcheuses (parfois traduit en français par « un mot de trop, un vaisseau en moins » » ou « propos inconsidérés, bateaux coulés »).

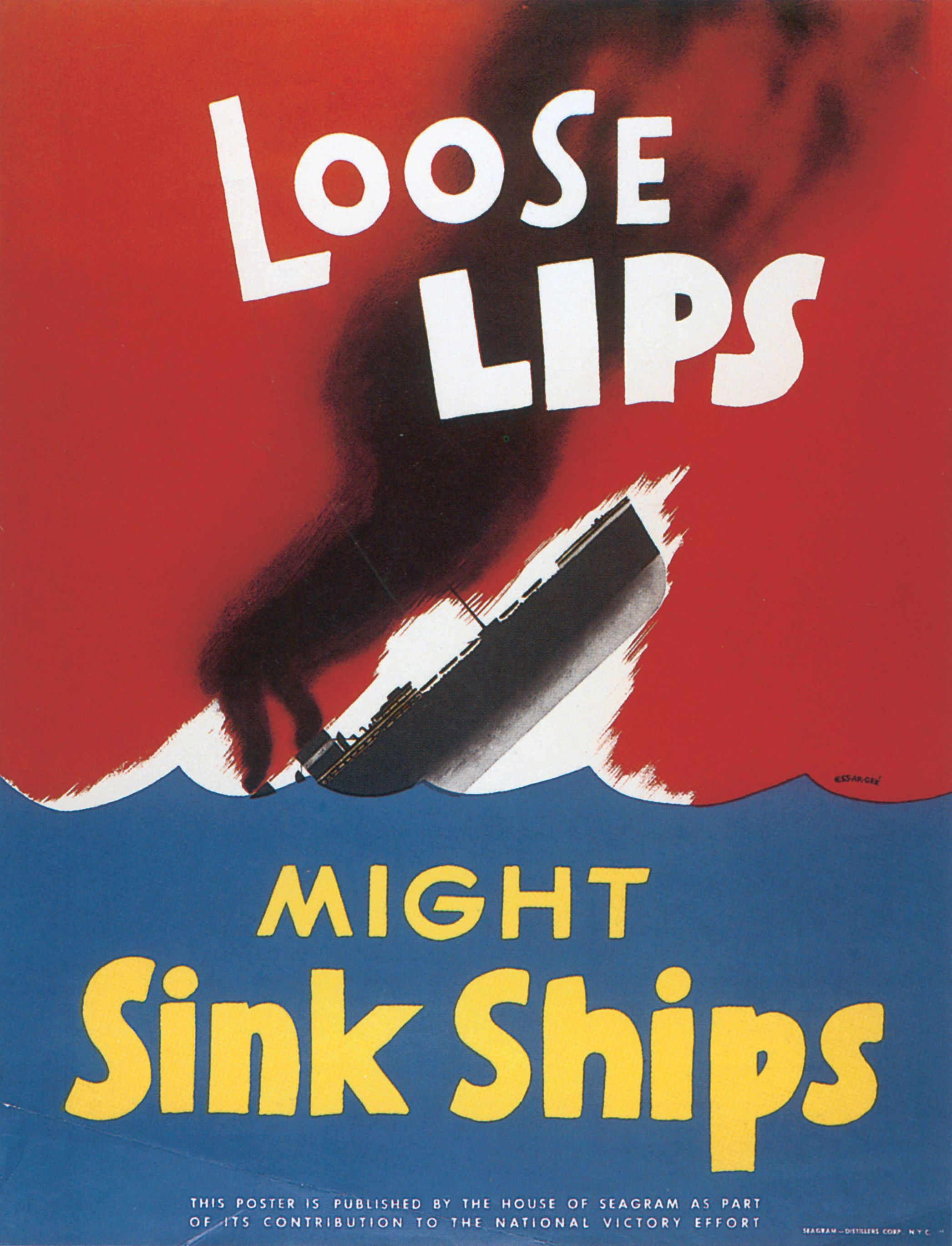
Une affiche de propagande américaine durant la Seconde Guerre mondiale.

Le slogan visait à mettre en garde les soldats comme les civils contre des propos dont le contenu pourrait servir à l'ennemi. L'image utilisée était que la connaissance du mouvement de certains navires pouvait servir à l'ennemi pour détruire ces bâtiments. L'expression est restée populaire pendant toute la seconde moitié du XXe siècle en Amérique du Nord.

## Dans la culture populaire
Loose Lips Sink Ships est le nom d'un groupe de musiciens ainsi que le titre ou le contenu de diverses chansons, comme dans l'album Remember That I Love You de Kimya Dawson.
Le slogan introduit le morceau Let's get it up de AC/DC et est répété plusieurs fois dans XO dans l'album de Fall Out Boy intitulé From Under the Cork Tree.
L'affiche apparaît dans le film La Forme de l'eau de Guillermo del Toro dans les vestiaires des femmes de ménages, lesquelles travaillent dans un centre de recherches secrètes du gouvernement Américain.
Une version avec un homme à la la mer apparaît dans le film Criminal Squad de Christian Gudegast dans le bar où travaillait Donnie Wilson après le braquage de la réserve fédérale des États-Unis.